# カサンドラ・ピーターソン
カサンドラ・ピーターソン（Cassandra Peterson、1951年9月17日 - ）は、アメリカ合衆国の女優。
B級ホラー映画の解説番組であるElvira's Movie Macabreの司会者エルヴァイラとして知られている。

## 出演作品
- VHSテープを巻き戻せ!
- エルヴァイラ
- ハリウッド恐怖生物大全（エルヴァイラ）
- 帰ってきたエルヴァイラ
- エンカウンター3D
- スリルライド
- ミッドナイト・スキャンダル
- キング・ソロモンの秘宝2/幻の黄金都市を求めて
- エコーパーク
- 新・ジキル博士とハイド氏（バスティ・ナース）
- スキャンダル・シティ